# Become the Hunter
Become the Hunter è il sesto album in studio del gruppo musicale statunitense Suicide Silence, pubblicato nel 2020.

## Tracce
Testi di Eddie Hermida, musiche di Chris Garza, Mark Heylmun e Dan Kenny.
1. Meltdown (instrumental) – 2:12
2. Two Steps – 3:22
3. Feel Alive – 3:29
4. Love Me to Death – 4:15
5. In Hiding – 2:57
6. Death's Anxiety – 3:13
7. Skin Tight – 4:10
8. The Scythe – 4:42
9. Serene Obscene – 4:25
10. Disaster Valley – 3:54
11. Become the Hunter (featuring Darius Tehrani) – 3:08

## Formazione
- Hernan "Eddie" Hermida – voce
- Mark Heylmun – chitarra
- Chris Garza – chitarra
- Dan Kenny – basso
- Ernie Iniguez – batteria